# Cedrela montana
Cedrela montana es una especie botánica de fanerógama de la familia de las meliáceas, una de las mejores maderas

## Descripción
El cedro es uno de los árboles más majestuosos y de mayor porte en los bosques de clima frío de los alrededores de Bogotá. El tronco de los ejemplares maduros es recto y grueso y la copa muy amplia. Sus ramas suelen albergar auténticos jardines de bromeliáceas, helechos y orquídeas. Gracias a estas características, el cedro ha sido apreciado como ornamental y se han conservado algunos viejos ejemplares en fincas y en las plazas centrales de varios pueblos. Sin embargo, son muchos más los que han sido talados, ya que la madera del cedro es una de las mejores, siendo muy empleada en la construcción de viviendas y en ebanistería. Posiblemente las características de la madera fueron las que impulsaron a los conquistadores españoles a denominar “cedros” a estos árboles, aunque no se parecen ni están emparentados con los auténticos cedros (Cedrus spp.) Estos últimos son coníferas (árboles del grupo de los pinos y cipreses) propias de la región Mediterránea y los Himalayas.

## Flores de palo
Al caminar debajo de un cedro, a veces podemos encontrar caídas en el suelo algunas “flores de palo”. Éste es el nombre que la gente da a los frutos maduros del cedro, los cuales son cápsulas leñosas que se abren en 5 valvas (que parecen los pétalos de una flor) y liberan las semillas. Estas últimas son aplanadas y están  provistas de un ala que les permite ser transportadas por el viento a una distancia considerable del árbol progenitor. Las “flores de palo” son muy durables y, gracias a su atractiva apariencia, suelen ser llevadas como adorno a las casas.

## Ciclo anual
El cedro es notable porque es uno de los pocos árboles de clima frío que cada año, durante unas pocas semanas, pierde totalmente sus hojas. Luego de mudar de follaje, empiezan a salir las yemas y el árbol pronto vuelve a estar cubierto de hojas nuevas. En ese momento el árbol se carga, asimismo, de pequeñas flores blanco verdosas, las cuales son muy visitadas por abejorros (Bombus) y colibríes (Lesbia nuna, Metallura tyrianthina). Luego de varios meses, se desarrollan completamente los frutos, el follaje empieza a envejecer y finalmente se cae. Y el ciclo vuelve a repetirse. La dispersión de semillas coincide con la temporada en que el árbol tiene hojas viejas o está desprovisto completamente de follaje. Lo más interesante es que cada ejemplar de cedro tiene su propio período, que se repite todos años más o menos en los mismos meses, pero que a menudo no coincide con el de otros cedros que crecen en las cercanías. Por ejemplo, un noviembre cualquiera un cedro puede mudar, igual que todos los años, de hojas y su vecino, otro cedro, puede estar cubierto con un denso follaje.

## Ficha técnica

### Dimensiones
- Altura máxima reportada: 47 mt
- Diámetro máximo del tronco a la altura del pecho: 22 dm

### Distribución
Andes desde Venezuela hasta Perú. En Colombia la Sierra Nevada de Santa Marta y las tres cordilleras, entre 1700 y 3100 m s. n. m.

### Conservación
Especie catalogada en la categoría de medianamente amenazada - NT (Cárdenas & Salinas 2007).

### Usos
•    Madera muy fina, empleada en ebanistería y construcción de viviendas
•    Es una especie ornamental con gran porte, apropiada para espacios amplios como parques y plazoletas

## Taxonomía
Cedrela montana fue descrita por  Moritz ex Turcz. y publicado en Bulletin de la Société Impériale des Naturalistes de Moscou 31(2): 415. 1858.
Etimología
Cedrela: nombre genérico que es un diminutivo de Cedrus.
montana: epíteto latíno que significa "que se encuentra en la montaña"
Sinonimia
- Cedrela bogotensis Triana & Planch.
- Cedrela duitamensis"
- Cedrela rosei S.F.Blake
- Cedrela subandina Cuatrec.
- Surenus bogotensis (Triana & Planch.) Kuntze
- Surenus montana (Moritz ex Turcz.) Kuntze[2]

## Nombre común
- cedro cebollo, cedro andino, cedro cebolla, cedro clavel, cedro colorado, cedro de altura, cedro de montaña, cedro de tierra fría, cedro dulce, cedro monde, cedro mondé, cedro nogal, cedro oloroso, cedro rosado, cedro virgen, encenillo, monde, monde bogotano, munde, palosanto, serrano.